# 吳子光
吳子光（1817年—1883年），號芸閣，別署雲壑，晚號鐵梅老人。清朝時福建省臺灣府淡水廳(今中華民國臺灣省苗栗縣)客家人，原籍廣東布政使司嘉應州（今梅州）。

## 生平
吳子光因屢試不第，於清朝道光十七年（1837）來台，居於淡水廳苗栗堡銅鑼灣樟樹林莊之雙峰山（在今苗栗縣銅鑼鄉）建雙峰草堂開班授課，道光28年(1848年)補臺灣府學廩生。吳氏原頗具才學，詩文俱佳，頗得臺灣道徐宗幹之賞識。同治四年（1865）中舉，十一年（1868）應淡水廳同知陳培桂之聘參與《淡水廳志》之修纂。後應臺中神岡望族呂家之邀，館於筱雲山莊筱雲軒。光緒三年（1877）在岸裡社文昌祠創文英社，呂家三兄弟皆從遊。吳氏以三傳之學見長，頗有乾嘉考證餘風。
著有《經餘雜錄》、《芸閣山人集》、《小草拾遺》、《三長贅筆》與《一肚皮集》等書，然皆稿本行世。其手稿後藏神岡呂家，後為陳炎正所得，陳氏後贈「臺灣史蹟中心」。該中心曾影印併陳氏所撰《年譜》編為《吳子光全書》三冊。而早年編印《臺灣文獻叢刊》時，也曾從其《一肚皮集》中輯錄有關台灣資料，編為《臺灣紀事》。

## 著作
- 《吳子光全書》
- 顧敏耀選注，《吳子光集》，臺南：國立臺灣文學館，2013年。（页面存档备份，存于）